# Хранители (фильм)
«Храни́тели» (англ. Watchmen) — американский полнометражный супергеройский фильм, основанный на одноимённом комиксе издательства DC Comics от соавтора и художника Дэйва Гиббонса. Режиссёром фильма выступил Зак Снайдер, сценарий написали Дэвид Хейтер и Алекс Тсе, а главные роли исполнили Малин Акерман, Билли Крудап, Мэттью Гуд, Карла Гуджино, Джеки Эрл Хейли, Джеффри Дин Морган и Патрик Уилсон. Действие фильма, представляющего собой антиутопическую деконструкцию жанра супергероики, разворачивается в альтернативном 1985 году в разгар Холодной войны. Группа супергероев, в большинстве своём отошедших от дел, расследует убийство одного из них, раскрывая ужасающий заговор, с которым связаны они все.
Почти два десятилетия — с октября 1987 года по октябрь 2005 года — экранизация «Хранителей» находилась в производственном аду. Продюсеры Лоуренс Гордон и Джоэл Сильвер изначально разрабатывали проект для студии 20th Century Fox, но позднее он перешёл под начало Warner Bros. Pictures, а в 2000-х годах Гордон и Ллойд Левин работали с Universal Pictures, Revolution Studios и Paramount Pictures. Режиссировать фильм в разное время должны были Терри Гиллиам, Дэвид Хейтер, Даррен Аронофски и Пол Гринграсс; в конечном итоге проект был отменён из-за проблем с финансированием. В октябре 2005 года к разработке вернулась Warner Bros., которая наняла Снайдера и оставила за собой права на прокат в США, в то время как в остальном мире картину выпустила Paramount Pictures. Fox подала на Warner Bros. в суд за нарушение авторских прав, но студии смогли всё уладить до выхода «Хранителей» на экраны, и Fox получила процент от кассовых сборов. Съёмки прошли с сентября 2007 года по февраль 2008 года. Снайдер использовал комикс в качестве раскадровки, а зелёным экранам предпочёл съёмки «на натуре».
Мировая премьера фильма «Хранители» состоялась 23 февраля 2009 года в кинотеатре Odeon Luxe Leicester Square в Лондоне. В России он вышел 5 марта того же года, а в США — 6 марта. Проект не окупился в прокате, собрав всего $ 187 млн при бюджете в $ 130—150 млн, но тем не менее, смог принести прибыль благодаря продажам на носителях. Критики оставили смешанные отзывы: они похвалили стилистику фильма, но раскритиковали Снайдера за чрезмерное желание соответствовать первоисточнику. Спустя годы картина стала культовой.
На носителях также вышло несколько проектов, расширяющих вселенную «Хранителей», — мультфильм «Легенды Чёрной Шхуны», озвученный Джерардом Батлером и представляющий собой экранизацию комикса из ленты, и мокументальный фильм «Записки под капюшоном» о первом поколении супергероев. В июле 2009 года вышла режиссёрская версия, которая на 24 минуты длиннее прокатной. 10 ноября того же года вышла «Максимальная версия», в которую, как и в оригинальный комикс, включены «Легенды Чёрной Шхуны», за счёт чего её хронометраж составляет 3 часа 35 минут. Режиссёрский вариант критики приняли лучше, чем прокатный.

## Сюжет

### Предыстория
Действие фильма разворачивается в альтернативной вселенной и реальности времён Холодной войны, где Ричарда Никсона переизбирают на пятый срок, а США побеждают во Вьетнамской войне. Движение хиппи устранено вскоре после появления, республиканское мировоззрение считается единственно правильным. СССР запасся рекордным количеством боеголовок, и мир от ядерного Апокалипсиса отделяет лишь отрезок в пять минут на Часах Судного дня. События похожи на реальную историю, но доведены до предела, максимально напряжены.
В альтернативной Америке супергерои существуют не только в комиксах, но и в реальности. Большинство из них в своё время объединилось в команды. Первой из таких команд (в фильме практически не показана, только во вступительных титрах) были Ополченцы (англ. Minutemen), а второй, пришедшей ей на смену, — Хранители (англ. Watchmen), или Истребители преступности (англ. Crimebusters), в составе: Ночная Сова (англ. Nite Owl), Роршах (англ. Rorschach), Шёлковая Тень (англ. Silk Spectre), Озимандия (англ. Ozymandias), Комедиант (англ. Comedian) и Доктор Манхэттен (англ. Dr. Manhattan).
В этот период жители США выходят на улицы с требованием отправить «костюмированных героев» на пенсию, под шумок грабя магазины и сжигая машины; гвардия расстреливает демонстрации хиппи; пресса захлёбывается в хвалах Америке.

### Основной сюжет
Фильм начинается в альтернативном 1985 году с гибели одного из бывших Хранителей — Эдварда Моргана Блейка (Комедианта). За расследование его убийства никто не хочет браться, так как тот долгое время работал на правительство и, возможно, имел опасных врагов, но маргинальный супергерой Роршах (Уолтер Ковач), единственный не расставшийся со своей маской после введения закона о запрете «костюмированных героев», начинает собственное расследование. Посчитав, что кто-то решил избавиться от супергероев, он решает предупредить своих бывших товарищей по команде, но никто не принимает его опасений всерьёз. Джон Остерман (Доктор Манхэттен) и Адриан Вейдт (Озимандия) заняты созданием неиссякаемого источника энергии, который мог бы полностью решить потребность человечества в энергии и тем самым прекратить войны за ресурсы. Дэниел Драйберг (Ночная Сова) и Лори Юпитер (Шёлковая Тень) не хотят снова становиться супергероями. Им кажется, что тихая, мирная жизнь — это предел мечтаний. Они не верят рассказу Роршаха о заговоре против Хранителей.
Несмотря на то, что никто не хочет с ним сотрудничать, Роршах приходит к давнему врагу Хранителей — суперзлодею Молоху (Эдгару Джейкоби). Но тот уже много лет назад завязал со своим криминальным прошлым и, взяв новое имя, живёт обычной жизнью. Он слишком стар, чтобы справиться с Комедиантом и, к тому же, болен раком. Во время допроса Молоха Роршах узнаёт, что перед своей гибелью Комедиант посещал Молоха. По словам бывшего злодея, тот был очень подавлен и даже рыдал, что очень не похоже на нормальное поведение Комедианта. Роршах верит Молоху. Перед уходом он находит у Молоха лекарства от рака производства компании «Пайрамид Транснэшнл».
Тем временем, всё более отдаляющаяся от ставшего полубогом Джона Остермана, Лори Юпитер начинает встречаться с Дэниелом Драйбергом — у них завязывается роман. Джон, в свою очередь, всё более теряющий эмоциональную связь с людьми, не обращает на это внимания и продолжает работать дальше над вечным двигателем. Телепортировав в Антарктиду вечный двигатель, он отправляется на пресс-конференцию. Там его неожиданно забрасывают обвинениями в причастности к гибели от рака нескольких близко знавших его людей. Внезапно в студии появляется бывшая жена Джона Остермана, которую он бросил ради Лори Юпитер. Постаревшая и также больная раком, она обвиняет его в своей болезни и в предательстве. Потрясённый Джон покидает Землю, телепортировавшись на Марс.
На Адриана Вейдта совершается неудачная попытка покушения; убийца умирает, проглотив яд до того, как Адриан выпытывает у него имя заказчика. В квартире убийцы Роршах находит удостоверение сотрудника «Пайрамид Транснэшнл». Роршах вновь пытается допросить Молоха, но тот оказывается убит, а его дом окружает полиция. Роршах понимает, что его подставили и пытается сбежать, но его арестовывают и сажают в тюрьму по обвинению в убийстве и нарушении запрета на «костюмированных героев». Половина заключённых тюрьмы сидит там благодаря Роршаху и жаждет ему отомстить. Роршах проходит медицинское освидетельствование у психиатра, который пытается доказать его невменяемость, но Роршах саботирует обследование и пугает врача историей своей жизни.
Один из заключённых пытается убить Роршаха, но в результате получает тяжелое ранение, от которого впоследствии умирает в тюремном госпитале. Его смерть становится поводом для массового бунта. Прилетевшие на помощь Ночная Сова и Шёлковая Тень помогают Роршаху выбраться из тюрьмы, и они вместе продолжают расследование. Внезапно появляется Доктор Манхэттен, который уговаривает Лори отправиться с ним на Марс, чтобы поговорить о спасении мира. Роршаху и Сове приходится вести расследование вдвоём. Оказавшись на Марсе, Джон пытается убедить Лори остаться с ним там, предрекая Земле страшные напасти, но Лори пытается убедить его вернуться обратно и спасти Землю. В ходе разговора с Джоном Лори узнаёт, что её настоящий отец — Комедиант, которого она всю жизнь ненавидела за попытку изнасиловать её мать, на самом деле любивший её мать взаимно. Лори плачет, и Джон изменяет своё отношение к судьбе человечества.
Тем временем Роршах и Сова узнают о том, что «Пайрамид Транснешнл» находится под контролем «Вейдт Интернешнл», и за заговором против Манхэттена и убийствами стоит Адриан Вейдт. Оказывается, что именно он убил Комедианта, раскрывшего его планы, подстроил смерть от рака близких Остерману людей, спланировал покушение на самого себя, избавился от убийцы, вложив ему в рот яд, подставил Роршаха и использовал технические достижения, чтобы помешать Джону предвидеть будущее. Сова и Роршах отправляются в Антарктиду, чтобы помешать осуществиться планам Вейдта.
В Антарктиде они узнают, что конечной целью Адриана Вейдта было использование аппарата Доктора Манхэттена для уничтожения крупных городов в США, СССР и нескольких других странах, чтобы заставить их сплотиться перед лицом общего врага — Доктора Манхэттена. Это позволило бы предотвратить уже неизбежную ядерную войну. Роршах и Сова пытаются победить Озимандию, но он оказывается сильнее их обоих и, к тому же, исполнил задуманный план ещё до их прибытия: Нью-Йорк, Москва и ещё несколько крупных городов мира стёрты с лица земли.
Джон и Лори телепортируются в уже разрушенный Нью-Йорк и Джон сразу понимает, что в этом замешан Адриан Вейдт. В Антарктиде тот предпринимает неудачную попытку уничтожения Джона, но оказывается легко побеждён. Тогда он пытается убедить всех, что гибель миллионов людей нужна была для спасения миллиардов. Он включает многочисленные телевизоры на своей базе, и герои видят, что главы двух сверхдержав заключили перемирие, окончив свою долгую вражду, чтобы противостоять новой угрозе. Джон внимает аргументам Адриана и убеждает Дэниела и Лори молчать, чтобы не повлечь гибель ещё множества людей, однако Роршах, строго придерживаясь своего принципа «никаких компромиссов, даже перед лицом Армагеддона», отказывается молчать и погибает от рук Доктора Манхэттена.
Доктор Манхэттен покидает Землю, окончательно отрешившись от происходящего на ней. Лори и Дэниел живут вместе. Вейдт остаётся безнаказанным. США и СССР живут дружно, что нравится не всем. В самом конце фильма, один из работников газеты «Новый дозорный» находит в почте дневник Роршаха, подброшенный им туда перед путешествием в Антарктиду, где были описаны все детали его расследования, включая выводы об истинном виновнике происходящего.

## Актёрский состав

Основной состав Хранителей (слева направо): Комедиант, Шёлковая Тень II, Доктор Манхэттен, Озимандия, Ночная Сова II и Роршах

Кастинг начался в июле 2007 года. Режиссёр Зак Снайдер хотел подобрать актёров, похожих на исторических личностей той эпохи, — по его словам, это придало бы фильму «черты сатиры» и «создало бы настроение 80-х». Из-за большого количества флешбэков Снайдер искал молодых актёров, так как «состарить» их с помощью грима проще, чем брать двух человек на одну роль. Сын Снайдера сыграл Роршаха в детстве, а он сам появился в роли американского солдата во Вьетнаме. Снайдер также приглашал актёра Томаса Джейна, но тот отказался из-за занятости.

### Хранители / Истребители преступности
- Малин Акерман — Лори Юпитер / Шёлковая Тень II[англ.]:
Американка польского происхождения, унаследовала костюм супергероини от своей матери, Салли Юспешик, которая взяла фамилию Юпитер и, будучи членом Ополченцев, занималась борьбой с преступностью ради продвижения своей карьеры в шоу-бизнесе. Мать хотела, чтобы Лори пошла по её стопам, и с раннего детства заставляла всячески тренироваться. Акерман описала свою героиню как роковую женщину, на которой держится психология и эмоциональная составляющая фильма. Чтобы сыграть борца с преступностью, актриса активно тренировалась[25]. По данным Comic Book Resources, её образ (как и образ Ночной Совы) был переосмыслен: вместо образцового персонажа золотого века героиня стала жестоким бойцом[26].
  - Хейли Гайл — Лори в детстве
- Билли Крудап — Джон Остерман / Доктор Манхэттен:
Единственный член Хранителей с реальными способностями, Доктор Манхэттен практически всемогущ. Он был учёным, но в 1959 году стал жертвой несчастного случая, из-за чего получил свои силы. Крудап сыграл Остермана во флешбэках до несчастного случая, а в сценах после была применена технология захвата движения. Во время съёмок Крудап носил белый костюм с синими светодиодами, чтобы излучать потустороннее сияние подобно Манхэттену в фильме. Тело героя создано по образу и подобию актёра и фитнес-модели Грега Плитта. Позднее художники соединили тело Плитта с головой Крудапа[27]. Снайдер решил не изменять голос актёра, объяснив, что персонаж «всеми силами старается успокоить окружающих, а голос робота, по-моему, тут будет неуместен»[28]. Также роль предлагали Киану Ривзу, который был заинтересован, но всё-таки отказался[29].
  - Джарид Хайдрик — молодой Джон Остерман
- Мэттью Гуд — Адриан Вейдт / Озимандия:
Супергерой, раскрывший миру свою тайну личности и ставший бизнесменом. Изначально Снайдер хотел взять на эту роль Джуда Лоу, но счёл Гуда «большим, высоким и стройным», что помогло придать персонажу внешность «прекрасного и вечно молодого немецкого сверхчеловека»[30]. В образе Вейдта Гуд решил в сценах с личными беседами говорить с немецким акцентом, а когда персонаж появляется на публике — с американским. По словам Гуда, Вейдт отрёкся от состояния своей семьи, поскольку стыдился её нацистского прошлого (на фоне которого выделяются темы Американской мечты и двойственности персонажа), и отправился путешествовать по миру, в конечном итоге добившись всего, что он имеет, самостоятельно[31]. По словам Снайдера, Гуд «отвечал всем требованиям… Было тяжело найти подходящего актёра, поскольку нам нужен был кто-то красивый, превосходный и утончённый, а это довольно редкое сочетание»[32]. Ролью Озимандии также интересовался Том Круз, который даже встречался со Снайдером[33]. Однако в 2024 году Снайдер сказал, что Крузу была больше интересна роль Роршаха, актёра на которую в тот момент уже выбрали[34].
- Джеки Эрл Хейли — Уолтер Ковач / Роршах:
Сорокапятилетний мститель в маске, продолжающий свою деятельность даже после официального запрета супергероев. Персонаж назван в честь теста Роршаха, а двигающиеся чёрный и белый цвета на его маске напоминают чернильные пятна[35]. В отличие от остальных актёров, Хейли читал комикс в юности и загорелся идеей сыграть персонажа, когда узнал, что поклонники видят его в этой роли[30]. Роршах носит маску с переливающимися чернильными пятнами: с помощью технологии захвата движения аниматоры отразили на ней постоянно меняющееся выражение лица актёра[36]. У Хейли чёрный пояс по кэмпо, но поскольку персонаж одно время занимался боксом, атаки Роршаха более небрежны и агрессивны[37]. До своего задержания Роршах несколько раз появляется без маски с табличкой с надписью «Конец близок», но до самого момента его разоблачения невозможно догадаться, что это он и есть. По словам Хейли, услышав о кастинге на роль Роршаха, он тут же захотел её получить. Агент актёра предложил ему записать на видео пробу, на которой Хейли будет одет в хэллоуинский костюм Роршаха. Запись проходила в гостиной и на кухне у Хейли дома. После этого они отправили пробу съёмочной группе. Посмотрев её, Снайдер выбрал Хейли на роль Роршаха, сказав: «Выглядит довольно небрежно, но сыграно шедеврально. Лучше Роршаха представить просто невозможно»[38].
  - Элай Снайдер — Роршах в детстве[39][40]
- Патрик Уилсон — Дэниел Драйберг / Ночная Сова II[англ.]:
Сорокалетний бывший супергерой-техник[35]. Снайдер выбрал Уилсона на роль Драйберга после просмотра фильма «Как малые дети», в котором также снимался Хейли. Чтобы сыграть Драйберга, у которого по сюжету избыточный вес, Уилсон, в свою очередь, набрал 11 кг[30]. Он сравнил Драйберга с солдатом, который по возвращении с войны не может влиться в общество[41]. Одно время о своём желании сыграть персонажа высказывался Джон Кьюсак[42]. В фильме персонаж более жестокий, чем в комиксе[43].

### Ополченцы
- Карла Гуджино — Салли Юпитер / Шёлковая Тень: супергероиня на пенсии, мать Лори. Стала супергероем, чтобы начать карьеру модели, которая сложилась весьма удачно: про Салли сняли фильм и нарисовали несколько порно-комиксов с её участием, что ей очень льстит.
- Джеффри Дин Морган — Эдвард Блейк / Комедиант[англ.]:
Супергерой и бывший член Ополченцев, тайно работающий на правительство США. Читая комикс при подготовке к роли, Морган увидел, что его персонаж умирает на первых же страницах, и, не дочитав, хотел отказаться от роли. Однако агент актёра убедил его дочитать комикс и понять, насколько важен его персонаж[30]. Морган считал свою роль трудной: «По какой-то причине, читая комикс, ты не ненавидишь персонажа, пускай он и делает то, о чём нельзя молчать (например, избивает и насилует Салли Юпитер). […] Моя задача в том, чтобы претворить это в жизнь так, чтобы вы, как зритель, не оправдывали персонажа, потому что он вам нравится, но и не ненавидели его за его действия»[44]. «Тяжело в Голливуде найти настоящего мужика. Правда. Но когда пришёл Джеффри, весь такой хмурый, холодный и седой, я подумал: „Окей, Джеффри — идеальный кандидат!“», — отметил Снайдер[32].
- Стивен Макхэтти — Холлис Мейсон / Ночная Сова: бывший член Ополченцев, вышедший в отставку в 1962 году. Его преемником стал Дэн Драйберг, а сам Холлис открыл автомастерскую и написал об Ополченцах книгу «Записки под капюшоном».
  - Клинт Карлтон — молодой Холлис Мейсон
- Дэн Пейн[англ.] — Уильям Брейди / Мистер Доллар: бывший член Ополченцев. Погиб в 1947 году, когда пытался предотвратить ограбление банка, но зацепился плащом за вращающуюся дверь.
- Найалл Мэйттер — Байрон Льюис / Мотылёк: вырос в обеспеченной семье, получил привилегированное воспитание, стал супергероем, чтобы помогать слабым. Льюис сшил себе костюм с крыльями, позволяющими ему парить в воздухе. После того как его психическое здоровье серьёзно ухудшилось, был принудительно помещён в психбольницу.
- Аполлония Ванова — Урсула Зандт / Силуэт: австрийка, ставшая супергероиней после гибели родителей и сестры от рук нацистов. Лесбиянка, убита вместе со своей девушкой.
- Гленн Эннис — Правосудие в капюшоне (ПвК): жестокий вигилант, обученный рукопашному бою. Пропал без вести.
- Дэррил Шилар — Нельсон Гарднер / Капитан Метрополис: бывший лейтенант морской пехоты, один из самых активных членов Ополченцев.

### Другие персонажи
- Мэтт Фрюэр — Эдгар Джейкоби / Молох: бывший суперзлодей, 1970-е годы провёл в тюрьме. Умирает от рака, которым заболел якобы из-за Доктора Манхэттена.
  - Майк Карпентер — молодой Молох
- Лора Меннелл — Джейни Слейтер: учёная, первая девушка Остермана, с которой тот расстался ради Лори.
- Дэнни Вудберн — Том Райан / Большая Шишка
- Роберт Уизден — Ричард Никсон
- Фрэнк Новак[англ.] — Генри Киссинджер
- Гэри Хьюстон — Джон Маклафлин[англ.]
- Шон Аллан и Гэрри Чак[англ.] — генералы НОРАД
- Майкл Копса[англ.] — Пол Кляйн
- Крис Готье — Сеймур Дэвид
- Джей Бразо — киоскёр
- Марк Эчесон[англ.] — посетитель бара Годного Гарри
- Леа Гибсон[англ.] — девушка Силуэт
- Алессандро Юлиани — лаборант
- Салли Саффиоти[англ.] — Энни Лейбовиц
- Тед Коул[англ.] — Дик Кэвитт

## Производство
В 1986 году продюсеры Лоуренс Гордон и Джоэл Сильвер купили права на экранизацию комикса «Хранители» для компании 20th Century Fox. После того как автор оригинала Алан Мур отказался написать сценарий, Fox наняла Сэма Хэмма. Хэмм переписал сложную концовку «Хранителей», сделав её «более удобной» и включив в неё убийство и временной парадокс. В 1991 году Fox отказалась от реализации проекта, и продюсеры начали сотрудничать с Warner Bros. Pictures, назначившей Терри Гиллиама режиссёром и поручившей Чарльзу Маккьюэну переписать сценарий. Гиллиаму и Сильверу удалось получить на фильм $ 25 млн, лишь четверть от необходимой суммы, поскольку их предыдущие проекты вышли за рамки бюджетов. Гиллиам отказался от работы над «Хранителями», назвав комикс «неэкранизируемым», после чего Warner Bros. также покинула проект.
В октябре 2001 года Гордон объединился с Ллойдом Левиным и Universal Pictures, а должности режиссёра и сценариста получил Дэвид Хейтер. Хейтер и продюсеры отказались от сотрудничества с Universal из-за творческих разногласий, и Гордон и Левин заинтересовались в совместной работе над «Хранителями» с Revolution Studios. Однако и эта компания со временем от проекта отказалась. В июле 2004 года появилась информация о том, что «Хранителями» займётся Paramount Pictures. Студия пригласила Даррена Аронофски поставить фильм по сценарию Хейтера. К Гордону и Левину присоединился коллега Аронофски Эрик Уотсон. Когда Аронофски оставил «Хранителей» ради работы над лентой «Фонтан», его заменил Пол Гринграсс, решивший перенести действие в 2000-е годы. Через некоторое время Paramount также отказалась от реализации проекта.
В октябре 2005 года Гордон и Левин вновь пришли к Warner Bros. с предложением сотрудничества. Одно время Тим Бёртон рассматривал возможность снять «Хранителей», взяв на роль Комедианта Джонни Деппа. Студия, впечатлённая фильмом Зака Снайдера «300 спартанцев», наняла его режиссёром «Хранителей». Алекс Тсе переписал сценарий Хейтера, взяв из него свои любимые моменты и перенеся действие из современности назад во времена Холодной войны. Как и в случае с «300 спартанцами», Снайдер использовал оригинальный комикс как раскадровку. После переговоров Paramount, уже вложившая в свой провальный проект $ 7 млн, получила права на международный прокат «Хранителей» и 25 % прав на весь фильм.
Были расширены боевые сцены и добавлен подсюжет с исследованиями в области энергетики, который, по мнению создателей, делает фильм более актуальным. Хотя Снайдер был сторонником оставления оригинальных костюмов из комиксов, он сделал внешний вид Ночной Совы более устрашающим, а костюм Озимандии — пародией на костюмы из фильма «Бэтмен и Робин». В Ванкувере, где проходили съёмки, были выстроены декорации Нью-Йорка. Сцены в квартирах и кабинетах снимались в павильонах, а для моментов на Марсе и в Антарктиде использовался хромакей. Съёмки начались 17 сентября 2007 года и завершились 19 февраля 2008 года, бюджет проекта на тот момент составлял $ 120 млн. В фильме 1100 кадров с визуальными эффектами, из которых четверть создана при помощи CGI. За них отвечало десять разных студий. 20th Century Fox подала в суд на Warner Bros., обвинив студию в нарушении авторских прав и попытавшись помешать выходу фильма, но в конечном итоге конфликт удалось уладить и Fox получила авансовый платёж и процент от кассовых сборов ленты.
Художник оригинала Дэйв Гиббонс сотрудничал со Снайдером, однако Мур отказался от упоминания своего имени в титрах любой экранизации своих работ. Мур заявил, что адаптация Снайдера ему неинтересна. «В „Хранителях“ мы реализовали то, что работает только в комиксах и что уж тем более не может быть продемонстрировано в других медиаформатах», — сказал он в интервью Entertainment Weekly в 2008 году. Хотя Мур считает сценарий Хейтера самым близким к замыслу оригинала, фильм по «Хранителям» он смотреть не собирался.
Снайдер изменил концовку: в ней причиной массового убийства людей становится не гигантский кальмар, а ядерные взрывы, в которых обвиняют Доктора Манхэттена. По словам режиссёра, «на то, чтобы достоверно описать [внешний вид кальмара], ушло бы минут пятнадцать; в противном случае это всё выглядит довольно безумно». Снайдер считал, что если он исключит существо из сюжета, у него появится больше времени на развитие уже существующих персонажей. Журналист CNET Оскар Гонсалес отметил, что «из-за этого изменения фильм не является каноничным по отношению к сериалу по „Хранителям“». В первых вариантах сценария Вейдт умирал от рук Драйберга, но Снайдер от этой идеи отказался, посчитав её слишком нелепой.

## Музыкальное сопровождение
В ноябре 2007 года к написанию музыки для «Хранителей» приступил композитор Тайлер Бейтс. Они со Снайдером черпали вдохновение из саундтреков таких фильмов 1980-х годов, как «Охотник на людей», «Бегущий по лезвию» и «Жить и умереть в Лос-Анджелесе». Некоторые песни, упомянутые в комиксе, звучат и в фильме. Одна из таких — «The Times They Are a-Changin’» Боба Дилана. Снайдер и Бейтс получили от певца разрешение на обработку песни для вступительных титров, чтобы она длилась не три минуты, а шесть. Группа My Chemical Romance, участники которой являются поклонниками комикса, перепела другую композицию Дилана, «Desolation Row», и их кавер звучит в первой половине финальных титров. Также в картине звучит две композиции из саундтрека к фильму «Койяанискаци» за авторством Филипа Гласса — ими сопровождается момент рождения Доктора Манхэттена. 24 февраля 2009 года лейблы Warner Sunset Records и Reprise Records выпустили два альбома с музыкой к «Хранителям» — Watchmen: Music from the Motion Picture и Watchmen: Original Motion Picture Score.
| №                   | Название                        | Исполнитель                       | Длительность |
| ------------------- | ------------------------------- | --------------------------------- | ------------ |
| 1.                  | «Desolation Row»                | My Chemical Romance               | 3:01         |
| 2.                  | «Unforgettable»                 | Нэт Кинг Коул                     | 3:28         |
| 3.                  | «The Times They Are a-Changinʼ» | Боб Дилан                         | 3:14         |
| 4.                  | «The Sound of Silence»          | Simon & Garfunkel                 | 3:07         |
| 5.                  | «Me and Bobby McGee»            | Дженис Джоплин                    | 4:31         |
| 6.                  | «Iʼm Your Boogie Man»           | KC and the Sunshine Band          | 4:03         |
| 7.                  | «Youʼre My Thrill»              | Билли Холидей                     | 3:24         |
| 8.                  | «Pruit Igoe» and «Prophecies»   | Филипп Гласс                      | 8:37         |
| 9.                  | «Hallelujah»                    | Леонард Коэн                      | 4:37         |
| 10.                 | «All Along the Watchtower»      | The Jimi Hendrix Experience       | 4:01         |
| 11.                 | «Полёт валькирий»               | Будапештский фестивальный оркестр | 5:22         |
| 12.                 | «Pirate Jenny»                  | Нина Симон                        | 6:39         |
| Общая длительность: | Общая длительность:             | Общая длительность:               | 51:13        |

Вся музыка написана Тайлером Бейтсом, если не указано иное.
| №                   | Название                                                 | Длительность |
| ------------------- | -------------------------------------------------------- | ------------ |
| 1.                  | «Rescue Mission»                                         | 2:14         |
| 2.                  | «Donʼt Get Too Misty Eyed»                               | 1:37         |
| 3.                  | «Tonight the Comedian Died»                              | 2:44         |
| 4.                  | «Silk Spectre»                                           | 1:01         |
| 5.                  | «Weʼll Live Longer»                                      | 0:57         |
| 6.                  | «You Quit!»                                              | 0:39         |
| 7.                  | «Only Two Names Remain»                                  | 1:43         |
| 8.                  | «The American Dream»                                     | 1:57         |
| 9.                  | «Edward Blake – The Comedian»                            | 2:42         |
| 10.                 | «The Last Laugh»                                         | 0:58         |
| 11.                 | «Prison Fight»                                           | 1:45         |
| 12.                 | «Just Look Around You»                                   | 5:52         |
| 13.                 | «Danʼs Apocalyptic Dream»                                | 1:18         |
| 14.                 | «Who Murdered Hollis Mason?»                             | 0:56         |
| 15.                 | «What About Janey Slater?»                               | 1:35         |
| 16.                 | «Iʼll Tell You About Rorschach»                          | 4:10         |
| 17.                 | «Countdown»                                              | 2:47         |
| 18.                 | «It Was Me»                                              | 1:26         |
| 19.                 | «All That Is Good»                                       | 4:59         |
| 20.                 | «Requiem» (Excerpted from Mozartʼs „Requiem“)            | 0:55         |
| 21.                 | «I Love You»                                             | 6:02         |
| 22.                 | «Prison Fight (Philip Steir / Phat Prison Phight Remix)» |              |
| Общая длительность: | Общая длительность:                                      | 44:43        |

## Прокат

### Рекламная кампания
Одновременно с релизом фильма компания Warner Bros. Interactive Entertainment выпустила компьютерную игру под названием Watchmen: The End Is Nigh. Warner Bros. решила выпускать игру по эпизодам во избежание сжатых сроков, поскольку большинство игр по фильмам критики и покупатели воспринимали в основном отрицательно. Действие игры происходит в 1970-х годах, сценарий к ней написал редактор оригинального комикса Лен Уин, а Дэйв Гиббонс выступил консультантом. 4 марта 2009 года Glu Mobile выпустила Watchmen: The Mobile Game, мобильную игру в жанре beat ’em up. В ней игрок, управляя Ночной Совой и Комедиантом, сражается с врагами в Нью-Йорке и во Вьетнаме соответственно. 6 марта вышла игра для устройств Apple под названием Watchmen: Justice is Coming, которая страдала от проблем с игровым процессом и соединением с интернетом.
Для продвижения фильма Warner Bros. Entertainment выпустила анимированную версию оригинала под названием Watchmen: Motion Comic. Первая глава вышла летом 2008 года в магазинах цифровой дистрибуции iTunes Store и Amazon Video on Demand. В январе 2009 года компания DC Direct выпустила экшен-фигурки по фильму. Режиссёр Зак Снайдер организовал среди поклонников «Хранителей» конкурс на создание рекламных роликов продуктов вымышленной компании Veidt Enterprises.
Продюсеры выложили в сеть два коротких видеоролика, стилизованных под вымышленные предыстории персонажей. Первый представляет собой репортаж 1970 года, посвящённый десятилетию с момента появления Доктора Манхэттена, а второй — пропагандистский короткометражный фильм, продвигающий принятый в 1977 году закон Кини, запрещающий несанкционированную деятельность супергероев. Существовал также рекламный сайт «Новый дозорный», названный в честь одноимённой газеты из комикса и размещавший у себя тизеры, стилизованные под рассекреченные документы.
После премьеры трейлера фильма в июле 2008 года президент DC Comics Пол Левиц заявил, что из-за выросшего спроса на первоисточник издательству пришлось дополнительно напечатать более 900 000 копий, и таким образом, годовой тираж «Хранителей» превысил 1 млн экземпляров. 10 декабря 2008 года DC переиздала первый выпуск и продавала его по первоначальной цене в $ 1,50; переиздание других выпусков не планировалось.

### Кассовые сборы
«Хранители» вышли в американский прокат 6 марта 2009 года. На первых ночных показах фильм заработал $ 4,6 млн, примерно вдвое больше, чем собрали в аналогичных условиях «300 спартанцев». В первый день картина собрала $ 24 515 772 в 3611 кинотеатрах, а свой дебютный уик-энд завершила с результатом в $ 55 214 334. «Хранители» побили рекорд фильма «Матрица: Перезагрузка» по числу сеансов для фильма с рейтингом «R». На данный момент это также самый успешный дебют среди экранизаций работ Алана Мура, и уже за этот период лента принесла больше денег, чем фильм «Из ада» за всё время проката, который собрал $ 31 602 566.
Хотя в первые выходные фильм собрал меньше, чем «300 спартанцев» ($ 70 млн), руководитель отдела дистрибуции Warner Bros. Дэн Феллман заявил, что сравнивать их показатели некорректно, поскольку «Хранители» длиннее «300 спартанцев» на 45 минут, и, как следствие, сеансов у них было меньше. Картина также показала второй лучший на тот момент старт в формате IMAX, собрав $ 5,4 млн в 124 залах.
После первой недели посещаемость сеансов начала снижаться. К концу второго уик-энда «Хранители» собрали $ 17 817 301, заняв второе место в домашнем прокате. Сборы упали на 67,7 %, что на тот момент времени было рекордно высоким показателем для кинокомикса. Таким образом, фильм лишился двух третей аудитории. Каждую неделю сборы падали примерно на 60 %, пока в свои пятые выходные фильм не покинул первую десятку лидеров проката, а в седьмые — первую двадцатку. 26 марта, на двадцать первый день проката, «Хранителям» удалось преодолеть отметку в $ 100 млн. Прокат в США завершился 28 мая, и за 84 дня картина собрала $ 107 509 799. В первый день фильм собрал одну пятую от общей кассы, а к концу дебютных выходных — более половины этой суммы.
«Хранители» стали 31-м самым кассовым фильмом 2009 года и шестым самым кассовым фильмом с рейтингом «R» в том же году, уступив лентам «Мальчишник в Вегасе», «Бесславные ублюдки», «Район № 9», «Паранормальное явление» и «Простые сложности». Картина находится в первой половине списка самых успешных кинокомиксов DC в североамериканском прокате, немногим опережая «Бэтмена и Робина».
В 45 других странах в дебютный уик-энд фильм заработал $ 26,6 млн, больше всего — в Великобритании ($ 4,6 млн) и Франции ($ 2,5 млн). Также «Хранители» собрали примерно по $ 2,3 млн в России и Австралии, $ 1,6 млн — в Италии и $ 1,4 млн — в Республике Корея. На территории других стран сборы составили $ 77 873 014, благодаря чему в общей сложности фильм собрал $ 185 382 813 по всему миру.

### Издания
24 марта 2009 года на видео вышел 26-минутный мультфильм «Хранители: Легенды Чёрной Шхуны» от режиссёров Даниэля дель Пургаторио и Майка Смита, снятый студиями Warner Premiere, Warner Bros. Animation и Legendary и основанный на одноимённом комиксе из вселенной «Хранителей». Этот сюжет изначально присутствовал в сценарии фильма, но в конечном итоге было принято решение снять по нему мультфильм, так как на живые съёмки ушло бы $ 20 млн, а студия эти деньги тратить не хотела. Поначалу Снайдер планировал включить эту версию в финальный монтаж картины, но отказался от этой идеи из-за того, что фильм и без неё длился почти три часа. Режиссёр пообещал звезде «300 спартанцев» Джерарду Батлеру, что тот сыграет в данном сегменте Капитана, но в конечном итоге роль свелась к озвучке. По аналогии с оригинальным фильмом права на международную дистрибуцию «Легенд Чёрной Шхуны» принадлежат Paramount Home Entertainment.
На одном диске с «Легендами Чёрной Шхуны» вышел 38-минутный псевдодокументальный фильм «Записки под капюшоном», названный в честь автобиографии Холлиса Мейсона из комикса и рассказывающий об истории происхождения персонажей. В то время как «Хранители» и «Легенды Чёрной Шхуны» получили рейтинг «R», у «Записок под капюшоном» рейтинг «PG», поскольку фильм должен напоминать закулисный телерепортаж о героях. Актёрам разрешалось импровизировать во время съёмки интервью. Для съёмок якобы архивных кадров с Ополченцами использовались камеры Bolex.
21 июля 2009 года Warner Bros. выпустила режиссёрскую версию фильма, которая длится 186 минут, то есть на 24 минуты дольше прокатной. 10 ноября того же года на цифровых носителях вышла «Максимальная версия» продолжительностью в 215 минут. В ней в режиссёрский вариант включены «Легенды Чёрной Шхуны» и несколько новых кадров. 19 июля 2016 года максимальная версия вышла в формате 4K Ultra HD Blu-ray. Издания всех трёх версий на DVD и Blu-ray включают в себя различные дополнительные материалы. В 2023 году журналист Comic Book Resources Тимоти Блейк Доноху сравнил все три версии, по итогу назвав режиссёрскую лучшей.
По выходе на носителях «Хранители» возглавили топы продаж. В течение первой недели было продано 1 232 725 копий на DVD, что принесло студии $ 24 597 425. По состоянию на 2025 год продажи на носителях в США принесли $ 153 043 100. Именно за счёт продаж на видео фильм в конечном итоге принёс студии прибыль.

## Восприятие

### Критика
По данным агрегатора Rotten Tomatoes, 
65 % из 305 обзоров были положительными. Сайт обобщает мнения критиков так: «Смелые и визуально прекрасные „Хранители“ — точная адаптация графического романа Алана Мура, однако незнакомым с оригиналом зрителям будет трудно проникнуться ей из-за сложной структуры повествования». На Metacritic средневзвешенная оценка фильма составляет 56 баллов из 100 на основе 39 рецензий, что соответствует критерию «смешанные или средние отзывы». Зрители, опрошенные для CinemaScore, дали фильму среднюю оценку «B» по шкале от «A+» до «F», основной костяк аудитории составили взрослые мужчины. Российский агрегатор рецензий «Критиканство» присвоил фильму 87 баллов из 100 на основе 33 рецензий.
Патрик Колан из австралийского отделения IGN дал фильму 10 баллов из 10 и написал следующее: «Это те „Хранители“, которых вы всегда хотели увидеть, но никогда не ожидали получить». «Это захватывающий на интуитивном уровне фильм — звук, картинка и персонажи дают необычный визуальный опыт, создающий ощущения от прочтения графического романа», — написал кинокритик Роджер Эберт, поставивший четыре звезды из четырёх. По мнению Ричарда Корлисса из Time, «эта амбициозная картина состоит из кусочков», но «прекрасных и изумительных кусочков». Журналист Total Film поставил картине 4 звезды из 5, написав: «Тяжело представить того, кто обойдётся с „Хранителями“ так же бережно, как и Зак Снайдер в своей душевной и стильной экранизации. Бескомпромиссной, некоммерческой и уникальной». Сравнивая фильм с оригинальным комиксом, обозреватель Empire Иэн Нейтан посчитал, что хотя «это не графический роман… Зак Снайдер явно горит своим делом и создаёт умную, стильную, достойную адаптацию». Ник Дент из Time Out похвалил ленту за её изобретательность, но написал в заключении, что «как комикс, „Хранители“ — это нечто экстраординарное. Как кино же это просто кино, наполненное шумом и яростью».
Некоторые рецензенты, оставившие отрицательные отзывы, раскритиковали фильм за то, как в нём изображена Холодная война. По их мнению, показанные неутешительные прогнозы из 1980-х, которые не стали действительностью, устарели, а желание Снайдера детально адаптировать первоисточник не позволило ему проявить свои уникальные черты, и, как следствие, картине и персонажам не хватает ни жизненности, ни искренности. Так, Филип Кенникотт из The Washington Post пишет: «„Хранители“ — скучный фильм. […] Он ломается под весом собственного уважения к оригиналу». «Вот в чём проблема верности. Будет слишком мало — оттолкнёшь фанатов. Будет слишком много — потеряешь остальных зрителей», — пишет журналист Newsweek Девин Гордон. В обзоре для журнала Entertainment Weekly Оуэн Глейберман написал следующее: «Снайдер к каждому кадру относится с душным трепетом. Не двигает камеру, не даёт сценам дышать. Он забивает фильм этими кусочками, а актёры у него корчатся, аки насекомые в ловушке». «[Снайдер] ни разу не останавливается, чтобы развить своё собственное видение. Результат выходит пустой и бессвязный: актёры чопорно передвигаются от одной зацикленной сцены к другой», — написал Ноа Берлацки из Chicago Reader.
С этим мнением согласился журналист New York Magazine Дэвид Эдельштейн: «Они создали самую верную первоисточнику экранизацию графического романа в истории. Но эта же верность убивает то, что сама хочет сохранить. Этот фильм словно банка консервов». Джо Моргенштерн из The Wall Street Journal пишет: «Смотреть „Хранителей“ — всё равно что терпеть удары по черепу на протяжении 163 минут. Уважение к оригиналу инертное, насилие отвратное, экспозиция неясная, тон помпезный, а структура вязкая». Дональду Кларку из The Irish Times картина также не понравилась: «Снайдер, режиссёр неубедительных „300 спартанцев“, превратил первоисточник в огромную анимированную раскадровку, приправленную посредственной актёрской игрой и до смешного очевидным выбором музыки». «Картину губит её же желание соответствовать первоисточнику: персонажам и истории не хватает места, чтобы раскрыться с новой стороны, да и воссозданные с особой скурпулёзностью сцены кажутся поверхностными и обрезанными», — пишет обозреватель Variety Джастин Чан. Кирк Ханикатт в рецензии для The Hollywood Reporter написал следующее: «По-настоящему разочаровывает то, что „Хранители“ не погружают зрителя в другой мир, как это делали „300 спартанцев“. Не помогают даже третьесортные монологи Роршаха в стиле Чандлера… Похоже, перед нами первый реальный провал 2009 года».
Проанализировав смешанную реакцию на фильм, Джефф Буше из Los Angeles Times счёл, что «Хранители» обязательно будут широко обсуждаться вне зависимости от того, понравился фильм зрителям или нет, как это было с картинами «С широко закрытыми глазами», «Страсти Христовы» и «Бойцовский клуб». Несмотря на то, что у него самого фильм вызвал неоднозначные эмоции, Буше считал, что может гордиться режиссёром, снявшим достойную экранизацию, представляющую собой «не что иное, как самое смелое попкорновое кино в истории. Снайдеру каким-то образом удалось создать с помощью крупной студии картину без звёзд, с никому не известными супергероями и жёстким рейтингом „R“, полученным благодаря ломающимся костям, отталкивающей сцене секса на Соволёте и, конечно же, незабываемому светящемуся голубому члену». В 2023 году режиссёр Кристофер Нолан заявил, что «Хранители» опередили своё время. «Фильм блестяще переворачивает привычный сюжет о супергеройской команде, который тогда ещё не доминировал на экранах. Было бы потрясающе, выйди „Хранители“ не до, а после „Мстителей“», — сказал он. Аналогичного мнения придерживается Патрик Уилсон.

### Награды и номинации
| Премия                                              | Дата вручения   | Категория                                       | Номинант (-ы)                          | Результат | Прим.           |
| --------------------------------------------------- | --------------- | ----------------------------------------------- | -------------------------------------- | --------- | --------------- |
| «Сатурн»                                            | 24 июня 2010    | «Лучший фэнтези-фильм»                          | «Хранители»                            | Победа    | [ 149 ] [ 150 ] |
| «Сатурн»                                            | 24 июня 2010    | «Лучший режиссёр»                               | Зак Снайдер                            | Номинация | [ 149 ] [ 150 ] |
| «Сатурн»                                            | 24 июня 2010    | «Лучшая актриса второго плана»                  | Малин Акерман                          | Номинация | [ 149 ] [ 150 ] |
| «Сатурн»                                            | 24 июня 2010    | «Лучший сценарий»                               | Дэвид Хейтер и Алекс Тсе               | Номинация | [ 149 ] [ 150 ] |
| «Сатурн»                                            | 24 июня 2010    | «Лучший дизайн костюмов»                        | Майкл Уилкинсон                        | Победа    | [ 149 ] [ 150 ] |
| «Сатурн»                                            | 24 июня 2010    | «Лучшая работа художника-постановщика»          | Алекс Макдауэлл                        | Номинация | [ 149 ] [ 150 ] |
| «Сатурн»                                            | 24 июня 2010    | «Лучшее специальное DVD-издание»                | «Хранители: Максимальная версия»       | Победа    | [ 149 ] [ 150 ] |
| Scream                                              | 17 октября 2009 | «Лучший фильм-фэнтези»                          | «Хранители»                            | Номинация | [ 151 ]         |
| Scream                                              | 17 октября 2009 | «Лучшая актриса второго плана»                  | Карла Гуджино                          | Номинация | [ 151 ]         |
| Scream                                              | 17 октября 2009 | «Прорыв года — актриса»                         | Малин Акерман                          | Номинация | [ 151 ]         |
| Scream                                              | 17 октября 2009 | «Лучший актёрский состав»                       | «Хранители»                            | Номинация | [ 151 ]         |
| Scream                                              | 17 октября 2009 | «Лучшие спецэффекты»                            | «Хранители»                            | Номинация | [ 151 ]         |
| Scream                                              | 17 октября 2009 | «Песня года»                                    | My Chemical Romance — «Desolation Row» | Номинация | [ 151 ]         |
| Scream                                              | 17 октября 2009 | «Лучший супергерой»                             | Джеки Эрл Хейли                        | Номинация | [ 151 ]         |
| Scream                                              | 17 октября 2009 | «Лучший супергерой»                             | Билли Крудап                           | Номинация | [ 151 ]         |
| Scream                                              | 17 октября 2009 | «Лучший супергерой»                             | Малин Акерман                          | Номинация | [ 151 ]         |
| Scream                                              | 17 октября 2009 | «Лучшее увечье»                                 | Отрезание рук циркулярной пилой        | Номинация | [ 151 ]         |
| Scream                                              | 17 октября 2009 | «Лучшая драка»                                  | Озимандия против Комедианта            | Номинация | [ 151 ]         |
| Scream                                              | 17 октября 2009 | «Самая противоречивая сцена года»               | Уничтожение Манхэттена                 | Номинация | [ 151 ]         |
| Scream                                              | 17 октября 2009 | «Лучшая экранизация комикса»                    | «Хранители»                            | Победа    | [ 151 ]         |
| Премия Общества специалистов по визуальным эффектам | 10 февраля 2010 | «Лучший анимационный персонаж в игровом фильме» | Доктор Манхэттен                       | Номинация | [ 152 ] [ 153 ] |

## Комментарии
1. 1 2  Автор сценария комикса Алан Мур лично принял решение убрать своё имя из титров из-за своего недовольства компаниями Warner Bros. и DC Comics[1].
2. ↑  Источники: [8][9][10][11].